# 85 pr. n. št.
85 pr. n. št. je bilo leto predjulijanskega rimskega koledarja.
Oznaka 85 pr. Kr. oz. 85 AC (Ante Christum, »pred Kristusom«), zdaj posodobljeno v 85 pr. n. št., se uporablja od srednjega veka, ko se je uveljavilo številčenje po sistemu Anno Domini.

## Dogodki
- Sula premaga Midridata VI. Pontskega; konec prve mitridatske vojne

## Rojstva
- Mark Junij Brut, rimski senator in politik in eden od Cezarjevih morilcev († 42 pr. n. št.)